# Wereldkampioenschappen synchroonzwemmen 1975
De wereldkampioenschappen synchroonzwemmen 1975 werden van 19 tot en met 27 juli 1975 gehouden in Cali, Colombia. Het toernooi was onderdeel van de wereldkampioenschappen zwemsporten 1975.

## Medailles
| Onderdeel | Goud | Goud     | Zilver | Zilver   | Brons                                                                                         | Brons    |
| Vrouwen   | Vrouwen | Vrouwen  | Vrouwen | Vrouwen  | Vrouwen                                                                                       | Vrouwen  |
| --------- | --- | -------- | --- | -------- | --------------------------------------------------------------------------------------------- | -------- |
| Solo      | Gail Johnson Verenigde Staten | 133,083  | Sylvie Fortier Canada | 130,866  | Yasuko Unezaki Japan                                                                          | 126,616  |
| Duet      | Robin Curren Amanda Norrish Verenigde Staten                                                                                      | 129,4335 | Carol Stewart Laura Wilkin Canada                                                                                                | 127,7330 | Masako Fujiwara Yasuko Fujiwara Japan                                                         | 126,0995 |
| Team      | Verenigde Staten Michele Barone Susan Baross Robin Curren Gail Johnson Mary Ellen Longo Amanda Norrish Linda Shelley Pamela Tryon | 128,812  | Canada Kiki Anderson Robin Anderson Linda Bedard Jocelyne Boucher Sylvie Fortier Danielle Luzon Marie-Josee Poulin Judith Verret | 125,129  | Japan Masae Fujiwara Masako Fujiwara Yasuko Fujiwara Yuki Ishii Junko Sugawara Yasuko Unezaki | 123,691  |

### Medaillespiegel
| Plaats | Land             | Goud | Zilver | Brons | Totaal |
| 1      | Verenigde Staten | 4    | 0      | 1     | 5      |
| 2      | Canada           | 0    | 4      | 0     | 4      |
| 3      | Japan            | 0    | 0      | 3     | 3      |
| Totaal | Totaal           | 5    | 5      | 5     | 15     |